# Pallacanestro ai II Giochi asiatici
La pallacanestro ai Giochi asiatici 1954 si è svolta dal 2 all'8 maggio a Manila, nelle Filippine. Il torneo ha visto coinvolte 8 nazioni ed è servito come qualificazione per il Campionato mondiale maschile di pallacanestro 1954.

## Classifica finale

### Maschile
| Pos.    | Squadra       | Formazione |
| ------- | ------------- | --- |
| Oro     | Filippine     | FilippineAmador, Bautista, Cacho, Flores, Genato, Hechanova, Lim, Loyzaga, Manulat, Mumar, Rabat, Ramos, Saldaña, Tolentino, All. - |
| Argento | Taiwan        | TaiwanHoo, Lai, Lee, Jo. Lim, Ju. Lim, Ling, Ng, Poon, Tong, Tsai, Wang, Yao, Yap, Yung, All. -                                     |
| Bronzo  | Giappone      | GiapponeH. Arai, J. Arai, R. Arai, Itoyama, Kinoshita, Konno, Nagashima, Noguchi, H. Saitō, S. Saitō, Shōji, Sugiyama, All. -       |
| 4.      | Corea del Sud | Corea del SudAn B., An Y., Choe, Hwang, Jang, Jeon, Jo, Kim J., Kim Y., Lee, Yun, All. Lee Seong-gu                                 |
| 5.      | Indonesia     | |
| 5.      | Singapore     | |
| 7.      | Cambogia      | |
| 7.      | Thailandia    | |